# Кеньон (тауншип, Миннесота)
Кеньон (англ. Kenyon) — тауншип в округе Гудхью, Миннесота, США. На 2000 год его население составило 437 человек.

## География
По данным Бюро переписи населения США площадь тауншипа составляет 87,4 км², из которых 87,4 км² занимает суша, водоёмов нет.

## Демография
По данным переписи населения 2000 года здесь находились 437 человек, 160 домохозяйств и 132 семьи.  Плотность населения —  5,0 чел./км².  На территории тауншипа расположено 162 постройки со средней плотностью 1,9 построек на один квадратный километр. Расовый состав населения: 96,80 % белых, 0,46 % коренных американцев, 0,46 % азиатов, 1,60 % — других рас США и 0,69 % приходится на две или более других рас. Испанцы или латиноамериканцы любой расы составляли 1,60 % от популяции тауншипа.
Из 160 домохозяйств в 35,6 % воспитывались дети до 18 лет, в 71,3 % проживали супружеские пары, в 3,8 % проживали незамужние женщины и в 17,5 % домохозяйств проживали несемейные люди. 15,6 % домохозяйств состояли из одного человека, при том 5,6 % из — одиноких пожилых людей старше 65 лет. Средний размер домохозяйства — 2,73, а семьи — 3,01 человека.
27,9 % населения — младше 18 лет, 6,6 % — в возрасте от 18 до 24 лет, 29,5 % — от 25 до 44, 26,3 % — от 45 до 64, и 9,6 % — старше 65 лет. Средний возраст — 37 лет. На каждые 100 женщин приходилось 108,1 мужчин.  На каждые 100 женщин старше 18 приходилось 105,9 мужчин.
Средний годовой доход домохозяйства составлял 51 250 долларов, а средний годовой доход семьи —  53 409 долларов. Средний доход мужчин —  36 042  доллара, в то время как у женщин — 28 125. Доход на душу населения составил 23 620 долларов. За чертой бедности находились 3,1 % семей и 3,0 % всего населения тауншипа, из которых 4,5 % младше 18 лет.